# صحوة كبرى ثانية

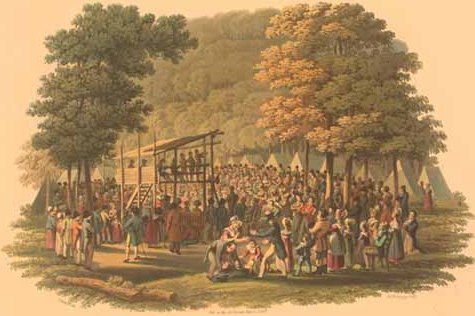

يُقصد بالصحوة الكبرى الثانية فترة الإحياء الديني البروتستانتي في أوائل القرن التاسع عشر في الولايات المتحدة. أطلقت الصحوة الكبرى الثانية، التي نشرت الدين من خلال لقاءات الإحياء والوعظ العاطفي، شرارة عدد من حركات الإصلاح. شكلت لقاءات الصحوة جزءًا رئيسيًا من الحركة، واجتذبت مئات المتحولين المهتدين إلى الطوائف البروتستانتية الجديدة. استخدمت الكنيسة الميثودية المبشرين المتجولين للوصول إلى الناس في المناطق الحدودية. أدت الصحوة الكبرى الثانية إلى فترة من الإصلاح الاجتماعي في فترة ما قبل الحرب الأهلية، وتشديد الجماعات على الخلاص وتطهير النفس. بدأ انتشار الحماس والإحياء الديني في ولاية كنتاكي وتينيسي في تسعينيات القرن الثامن عشر وأوائل القرن التاسع عشر بين المشيخيين والميثوديين والمعمدانيين. في أثناء هذه الفترة، كان عدد السكان الأمريكيين لتلك الولايات ينمو سريعًا بعد أن اتسمت القفزة الكبرى نحو الغرب بتوسعها الإقليمي. جلبت الصحوة شعور الارتياح في ظل مواجهة حالة عدم اليقين التي سببتها التغيرات الاجتماعية والسياسية في أمريكا.
يُنظر إلى هذه الحركة عادة باعتبارها أقل عاطفية وحماسة من الصحوة الكبرى الأولى، وقد أدت إلى إنشاء عدة كليات ومعاهد لاهوتية وجمعيات تبشيرية. غيّرت هذه الصحوة الكبرى على نحو ملحوظ المناخ الديني في المستعمرات الأمريكية. تشجع الناس العاديون على صنع علاقة شخصية مع الله، بدلًا من الاتكال على قس. وسرعان ما نمت طوائف جديدة، كالميثوديين والمعمدانيين. في حين وحدت الحركة المستعمرات الأمريكية وعززت نمو الكنيسة، فقد سببت أيضًا، على حد قول الخبراء، انقسامًا بين أولئك الذين ساندوها وأولئك الذين رفضوها.
أطلق المؤرخون اسم الصحوة الكبرى الثانية تماشيًا مع سياق إطلاق اسم الصحوة الكبرى الأولى التي وقعت في ثلاثينيات القرن التاسع عشر وخمسينياته، والصحوة الكبرى الثالثة التي وقعت في أواخر خمسينيات القرن التاسع عشر إلى أوائل القرن العشرين. كانت الصحوتان الثانية والثالثة جزءًا من حركة دينية رومانسية أكبر بكثير، والتي اجتاحت كلًا من إنجلترا واسكتلندا وألمانيا.
ظهرت حركات دينية جديدة خلال الصحوة الثانية الكبرى، مثل السبتية، والتدبيرية، وحركة قديس اليوم الأخير.

## انتشار الإحياء

### خلفية
مثل الصحوة الكبرى الأولى، التي حدثت قبل نصف قرن من الزمن، فإن الصحوة الكبرى الثانية في أمريكا الشمالية عكست روح الرومانسية التي اتسمت بالحماس، والعاطفة، والمناشدة للقوى الخارقة للطبيعة. رفضت الصحوة الكبرى الثانية مذاهب الشكوكية، والربوبية، والتوحيدية، والعقلانية التي خلّفها عصر التنوير الأمريكي، في نفس الوقت الذي ازدهرت فيه الحركات المماثلة في أوروبا. كانت حركة التَّقويّة تجتاح البلدان الجرمانية، وحركة الإنجيلية تشتد بقوة في إنجلترا.
وقعت الصحوة الكبرى الثانية على عدة فترات وعلى مدار طوائف مختلفة؛ غير أن عمليات الإحياء كانت متماثلة جدًا. وباعتبارها أكثر أشكال التبشير فعالية، تخطت لقاءات الإحياء الحدود الجغرافية. سرعان ما انتشرت هذه الحركة في كل أنحاء كنتاكي، وانديانا، وتنيسي، وجنوب أوهايو، بالإضافة إلى مناطق أخرى في الولايات المتحدة وكندا. كان لدى كل طائفة من يعينها على أن تتنامى وتنجح على الحدود. فكان للميثوديين هيئة فعالة تعتمد على القسيسين المتجولين، الذين عرفوا باسم «المبشرون المتجولون»، وهم الذين يسعون إلى الناس في المواقع الحدودية النائية. أتى هؤلاء المبشرون المتجولون من بين عامة الناس، وهو ما ساعدهم على إقامة علاقات طيبة مع العائلات الحدودية التي يأملون بهدايتها.

### اللاهوت
هيمن لاهوت ما بعد الألفية على البروتستانتية الأمريكية في النصف الأول من القرن التاسع عشر. آمن أنصار ما بعد الألفية بأن المسيح سيعود إلى الأرض بعد «الألفية»، وهو ما قد يتطلب إما على نحو حرفي 1000 سنة أو «فترة طويلة» رمزية من السلام والسعادة. لذلك كان على المسيحيين واجب تطهير المجتمع استعدادًا لعودته. امتد هذا الواجب إلى ما وراء الحدود الأمريكية ليشمل تيار الصهيونية المسيحية أو تيار الاستعادة المسيحية. يقول جورج فريدريكسون إن لاهوت ما بعد الألفية «كان حافزًا لتشجيع الإصلاحات التقدمية، كما أشار المؤرخون مرارًا وتكرارًا». خلال الصحوة الثانية الكبرى في ثلاثينيات القرن التاسع عشر، توقع بعض العرافين وصول الألفية في غضون سنوات قليلة. ومع ذلك، بحلول أواخر أربعينيات القرن التاسع عشر، كان اليوم العظيم قد تلاشى نحو المستقبل البعيد، وأصبح ما بعد الألفية بعدًا دينيًا أكثر سلبية في ما يخص سعي الطبقة المتوسطة إلى الإصلاح والتقدم.